# 关灯吃面
关灯吃面是中国大陆股市的一个网络流行语，后被广泛使用于描述股市暴跌时散户的心态。
2011年12月9日重庆啤酒宣布耗资巨大并长期研制十六年的乙肝疫苗经临床实验评估为无显著疗效，导致重庆啤酒的二级市场股价暴跌，并连续出现九个“一”字板跌停，从80元人民币跌至20元，200多亿元市值瞬间蒸发。
2011年12月15日，即第六个跌停板。一名东方财富网股吧网友于18点25分在重庆啤酒吧发表了一条题为《一边吃，一边哭》的帖子，帖子内容只有简短的一句话：
|  | 今天回到家，煮了点麵吃，一边吃面一边哭，泪水滴落在碗里，没有开灯。 |

热门评论评价道：“这位股民没有一句埋怨、一声咒骂、一字悲愤、一语伤痛，但他那悲哀至于麻木、灵魂与肉体备受煎熬的状态却被短短一句话淋漓地刻画出来。‘没有开灯’，正是精神深创之后人生欲望极度萎缩的疲惫之态的真实写照，可谓点睛之笔。经典啊，好有画面感。”
帖子一经发出，迅速形成舆论共鸣，并衍生出“关灯吃面”一词，常被广泛引用描述市场暴跌或小股东被套牢的心态。